# Nemuroglanis lanceolatus
Nemuroglanis lanceolatus är en fiskart som beskrevs av Eigenmann och Eigenmann, 1889. Nemuroglanis lanceolatus ingår i släktet Nemuroglanis och familjen Heptapteridae. Inga underarter finns listade i Catalogue of Life.